# 道格拉斯山
77°20′S 145°20′W / 77.333°S 145.333°W
道格拉斯山（英語：Mount Douglass）是南極洲的山峰，位於瑪麗伯德地，屬於福特山脈的一部分，處於博伊德冰川的南面，該山峰在1934年由美國探險隊發現。